# Raketen-Laubfrosch
Der Raketen-Laubfrosch (Litoria nasuta) ist ein Australischer Laubfrosch aus der Gattung Litoria. Seine spitze Schnauze und die langen Beine, die ihm ein Hervorschnellen aus der Vegetation mit weiten Sprüngen ermöglichen, haben zu seinem Trivialnamen Raketen-Laubfrosch geführt.

## Merkmale

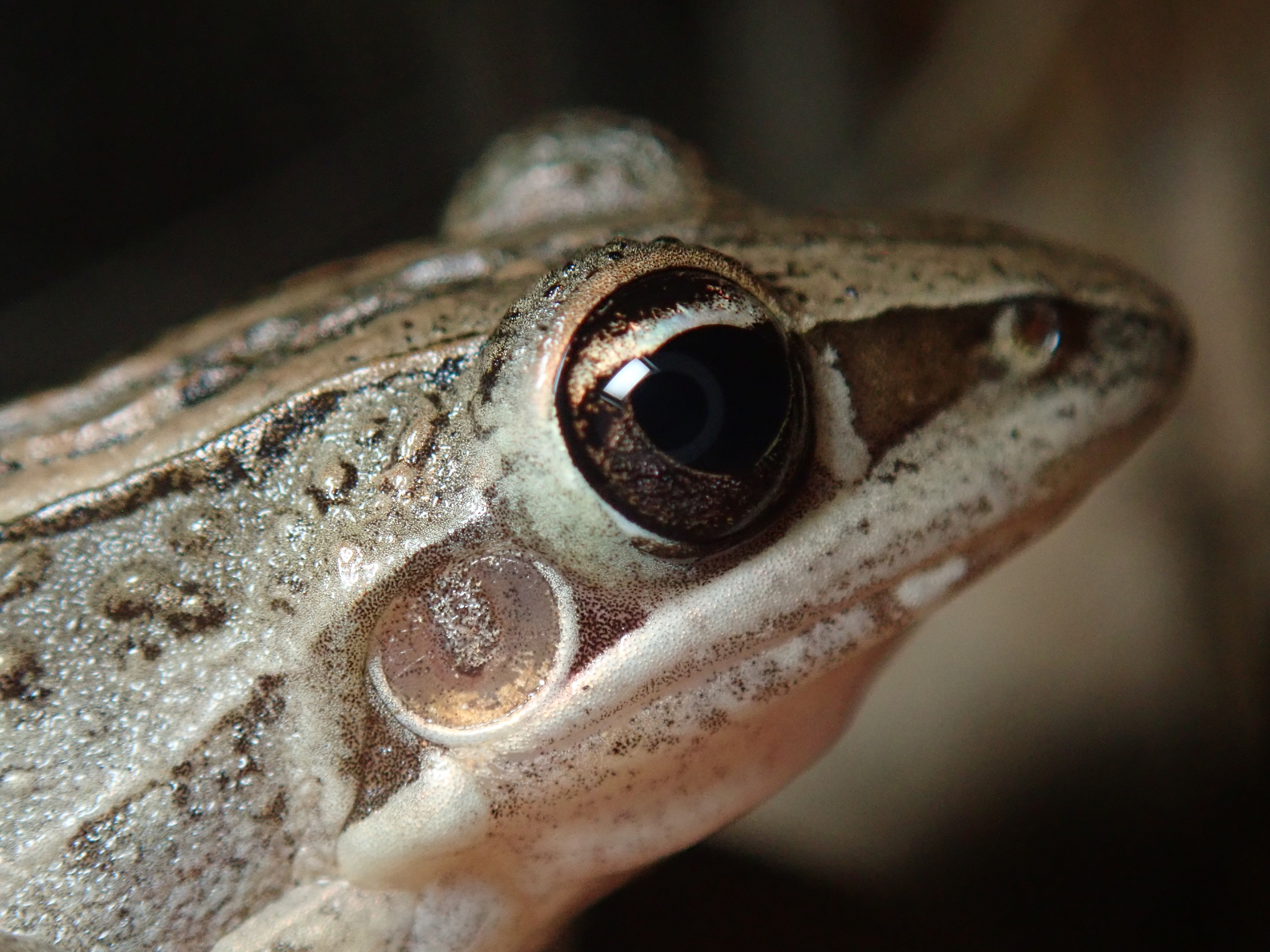
Detailfoto Kopf

Der Raketen-Laubfrosch erreicht eine Kopf-Rumpf-Länge von bis zu 55 Millimetern. Der Körperbau des Froschs ist stromlinienförmig, die Beine sind sehr lang und ermöglichen ihm Sprünge von bis zu zwei Metern. Die Färbung und die Zeichnung sind äußerst variabel. Der Rücken zeigt verschiedene Brauntöne von gelblich bis rötlich braun. Leistenförmige Hautfalten erstrecken sich längs des Körpers und deren dunkle Färbung, die sie von der Grundfarbe abhebt, hat im Englischen zum Trivialnamen Striped rocket frog (Gestreifter Raketenfrosch) geführt. 
Ein breiter, dunkelbrauner Streifen zieht sich entlang des Canthus rostralis auf beiden Seiten von der Schnauzenspitze bis zum Auge und von hier weiter über das heller gefärbte Trommelfell mit kurzen Unterbrechungen bis in die Leistengegend. Die Augen und die Trommelfelle sind hell umrandet. Der Bauch ist weiß, die Kehle des Männchens ist in der Brunftzeit gelb. Die vorderen und hinteren Gliedmaßen sind an den Unterseiten gelblich mit schwarzen Streifen, oberseits braun. Finger und Zehen haben reduzierte Schwimmhäute. Da die Haftscheiben an den Finger- und Zehengliedern klein sind, bewegt sich der Frosch meist auf dem Boden fort und ist für einen Laubfrosch nur sehr selten auf Bäumen anzutreffen.

## Verbreitung
Das Verbreitungsgebiet des Raketen-Laubfroschs reicht in Australien entlang der Küsten vom Nordosten des Bundesstaats Western Australia ostwärts über das nördliche Northern Territory bis nach Nord- und Ostqueensland. Im Süden gibt es ein disjunktes Verbreitungsgebiet bis Gosford im östlichen New South Wales und weiter südlich bis nach Avalon, einem Vorort von Sydney. Darüber hinaus ist der Frosch sowohl im südlichen Papua-Neuguinea als auch im indonesischen Teil der Insel Neuguinea in flachen Küstengebieten nachgewiesen.

## Lebensraum
Die Regionen im Norden Australiens und im südlichen Papua-Neuguinea sind von einem warm-feuchten, subtropischen bis tropischen Klima beeinflusst. In der Region herrscht ein Monsunklima mit saisonal starken Winden und hohen Niederschlägen. Im warm-gemäßigten Südosten Australiens kommt der Raketen-Laubfroch nur dort vor, wo es im australischen Winter nicht zu kalt wird, etwa im Tiefland des Bundesstaates New South Wales. 
Waldgebiete und offene Wälder in der Nähe von Gewässern sowie die vom Myrtenheiden bewachsenen Ränder von Sumpfgebieten bilden geeignete Habitate für diese Frösche. Dazu gehören auch temporäre Gewässer, die sich in der Regenzeit bilden, wie Pfützen und Wasserlöcher. In der Regenzeit  kommt es auch zur Überschwemmung ebener Graslandschaften, auf denen die Raketen-Laubfrösche, ebenso wie auf den feuchten Waldböden, auf Nahrungssuche gehen. 

## Lebensweise

### Fortpflanzung und Entwicklung
Nach ergiebigen Regenfällen im Frühling und im Sommer rufen die Männchen nach den Weibchen. Die Paarung findet direkt im Wasser statt. Die Weibchen legen 50 bis 100 Eier, die von einer gallertartigen Hülle umgeben sind, an der Oberfläche stehender Gewässer ab. Die Männchen, die sich auf den Rücken der Weibchen setzen und diese unter den Achseln umklammern, um den Moment der Eiablage nicht zu verpassen, können das Gelege danach befruchten. Die Entwicklungszeit der Kaulquappen dauert eineinhalb bis fünf Monate.
Die Kaulquappen des Raketen-Laubfroschs profitieren von ihrer Ähnlichkeit mit den Larven der Aga-Kröte (Rhinella marina), die im Jahr 1935 in Australien zur Schädlingsbekämpfung eingeführt wurde und sich mittlerweile nahezu auf dem gesamten Kontinent ausgebreitet hat. Die Kröte ist giftig und schon ihre Larven bilden Gifte, die Fressfeinde wie Fische davon abhalten, zu große Mengen an Kaulquappen der Art zu vertilgen. Die Larven des Raketen-Laubfroschs ähneln denen der Aga-Kröte und betreiben dadurch eine Art von Bates’scher Mimikry. Sie werden von Fressfeinden, die schon Bekanntschaft mit den Larven der Aga-Kröte gemacht haben, ebenfalls verschmäht.
Auch die adulten Raketen-Laubfrösche haben Vorteile durch die eingeführte Aga-Kröte. Diese ist so giftig, dass sie viele Tiere, die sich hauptsächlich von Amphibien ernähren, wie Warane und Schlangen, aber auch fleischfressende Beuteltiere, dezimiert. Dadurch wird auch die Wahrscheinlichkeit für die Frösche, zur Beute von Reptilien zu werden, geringer.

### Sprungkraft
In den verschiedenen Familien der Amphibien gibt es unterschiedliche Anpassungen an das Leben auf dem Land und im Wasser. Der Raketen-Laubfrosch gehört zu den Australischen Laubfröschen, die lange Zeit zu der Familie der Laubfrösche im weiteren Sinn gezählt wurden, zu der auch der Europäische Laubfrosch gehört. Diese Laubfrösche zeichnen sich durch die Haftscheiben an ihren Fingern und Zehen aus, die ihnen ermöglichen, auf Bäume zu klettern. Der Raketen-Laubfrosch hingegen besitzt nur kleine Haftscheiben und klettert ungern.
Beim Raketen-Laubfrosch spielen morphologische und physiologische Faktoren zusammen, die ihm Sprünge mit einer Reichweite von zwei Metern ermöglichen. Daher dient er der Wissenschaft als Modellorganismus, an dem Reaktionszeiten und Energieübertragung des lokomotrischen Systems erforscht werden. Die Beschleunigung und die Höchstgeschwindigkeit beim Sprung wurden ebenso gemessen wie die erreichte Sprungweite. Eine wichtige Rolle spielt dabei der Musculus plantaris, der als Fußsohlenmuskel beim Menschen ebenfalls existiert, aber weitgehend zurückgebildet ist, sowie die Muskulatur der Ober- und Unterschenkel.

## Systematik
Früher wurden die Arten der Gattung Litoria in der Gattung Hyla geführt, zu der auch der Europäische Laubfrosch (Hyla arborea) gehört. Alle in Australien und Neuguinea lebenden Arten mit den Merkmalen der Laubfrösche wurden später in die Gattung Litoria gestellt. Die Gattung Litoria wurde dann zusammen mit anderen Gattungen in der Unterfamilie der Australischen Laubfrösche (Pelodryadinae) innerhalb der Laubfrösche zusammengefasst.

## Haltung
Der Raketen-Laubfrosch wird in einigen Zoos und in Australien mit Genehmigung auch in privaten Haushalten gehalten. Die Halter müssen mindestens 16 Jahre alt sein oder das Einverständnis der Eltern vorweisen. Die Art muss im Aquaterrarium gehalten werden, eine Haltung im Hinterhof ist wegen der möglichen Faunenverfälschung durch das Einbringen nicht gebietsheimischer Tierarten in die Umwelt nicht erlaubt.